# ميلودات (سيدي سالم)
ميلودات هو دُوَّار يقع بجماعة سيدي اعمر الحاضي، إقليم سيدي قاسم، جهة الرباط سلا القنيطرة في المملكة المغربية. ينتمي الدوّار لمشيخة سيدي سالم التي تضم 10 دواوير. يقدر عدد سكانه بـ 960 نسمة حسب الإحصاء الرسمي للسكان والسكنى لسنة 2004.

## روابط خارجية
- البوابة الوطنية للجماعات الترابية
- المندوبية السامية للتخطيط